# 刘玄 (十六国)
刘玄（264年前—347年後），涿郡涿县（今河北省涿州市）人，蜀汉昭烈帝刘备曾孙，甘陵王刘永之孙。
蜀汉被灭后，刘永与刘禅一起被迁移到洛阳。永嘉之乱时，刘禅的后裔全部死绝，刘玄逃到巴蜀，李雄封刘玄为安乐公，作为刘禅的继承人。永和三年（347年），东晋军队进攻李势，孙盛随军入川，曾在成都见到了刘玄。